# Bradford
|  | Aquest article tracta sobre la ciutat anglesa. Vegeu-ne altres significats a «Bradford (desambiguació)». |

Bradford és un poble del districte de Bradford, West Yorkshire, Anglaterra. Té una població de 360.145 habitants i districte de 534.279. Al Domesday Book (1086) està escrit amb la forma Bradeford.

## Fills il·lustres
- Edward Victor Appleton (1892 - 1965) físic, Premi Nobel de Física de l'any 1947.
- William Berwick (1888-1944), matemàtic.